# Кешлак-е-Мірза-Алі
Кешлак-е-Мірза-Алі (перс. قشلاق میرزاعلی) — село в Ірані, входить до складу дехестану Бакешлучай у Центральному бахші шахрестану Урмія провінції Західний Азербайджан.